# Isenthal
Isenthal je obec ve švýcarském kantonu Uri. Leží přibližně 7 kilometrů severozápadně od hlavního města kantonu, Altdorfu, v údolí Isental v nadmořské výšce 771 metrů. Žije zde 483 obyvatel.

## Geografie

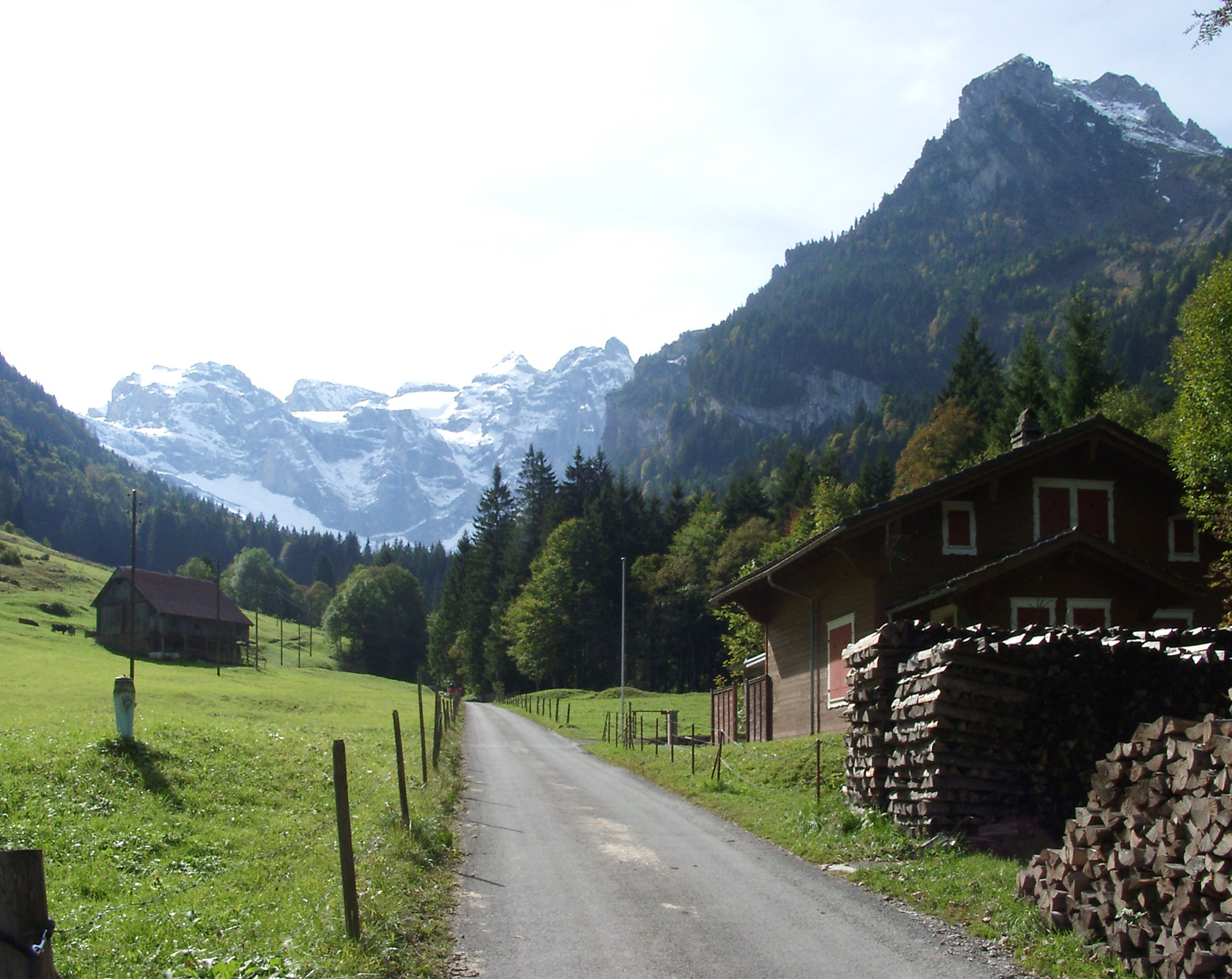
Údolí Grosstal u osady St. Jakob

Isenthal leží na západní straně jezera Urnersee v odlehlém, hustě zalesněném bočním údolí, kterým protéká potok Isentaler, v nadmořské výšce asi 780 metrů. Obec je obklopena vysokými horami a leží v místě, kde se Isental (na rozdíl od obce se píše bez h) rozděluje na údolí Grosstal a Kleintal (Chlital) s potokem Chlitalerbach. Isentalerbach nakonec protéká úzkou roklí dolů k jezeru Urnersee.
Z malé osady Isleten, která patří k sousední vesnici Bauen (část obce Seedorf), vede při vstupu do Isentalu úzká, klikatá silnice vzhůru do vnitřního údolí k vesnici Isenthal. Nejvýše položená osada v obci Isenthal leží na vrcholu Gitschenen Alp.
Pouze 35 ha, tj. 0,6 % rozlohy obce, tvoří sídelní oblasti. Z toho je 20 ha stavebních pozemků, 2 ha průmyslových pozemků a 12 ha dopravních ploch. Rozsáhlejší je zemědělská plocha s rozlohou 1702 ha, což představuje podíl 27,9 %. Mezi ně patří rozsáhlé alpské oblasti. Ty se rozkládají na ploše 1352 ha. Naproti tomu pouze 350 ha tvoří louky a orná půda. Kromě toho je 1598 ha, tj. 26,2 %, pokryto lesy a lesními porosty. Neproduktivní půda pokrývá téměř polovinu území obce, přesněji 2764 ha, tj. 45,3 %. Jedná se téměř výhradně o oblasti bez vegetace (vysoké hory) nebo o oblasti s neproduktivní vegetací (vysokohorská vegetace).
Isenthal sousedí na západě s obcí Wolfenschiessen (kanton Nidwalden), na severozápadě s Beckenriedem, na severu s Emmettenem (oba také v Nidwaldenu) a Seelisbergem, na východě s Lucernským jezerem a Seedorfem a na jihu s Attinghausenem a obwaldenskou obcí Engelberg.

## Historie

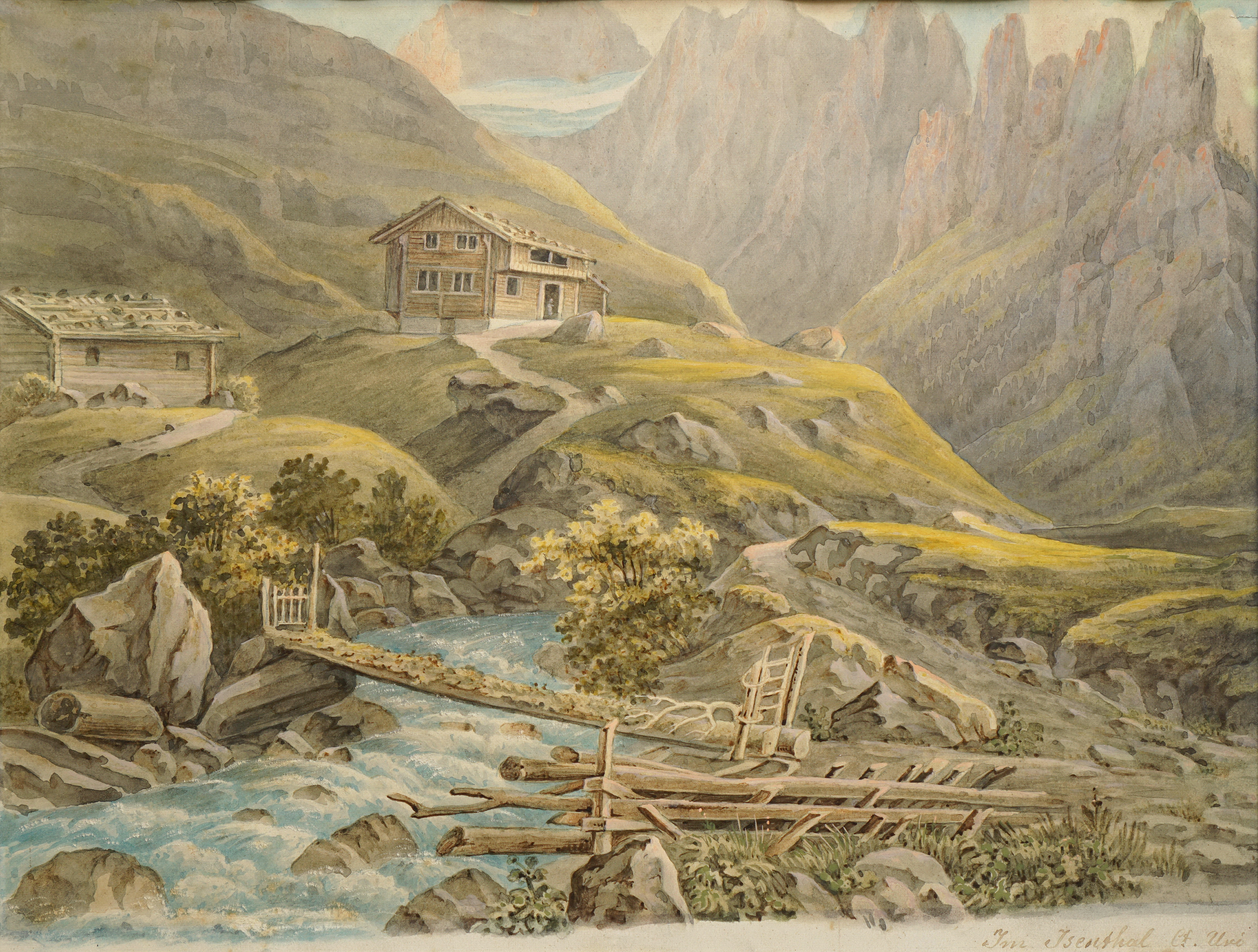
Isenthal kolem roku 1880

Obec připomínána před rokem 1280 pod názvem Yseltal. Názvy polí naznačují, že Isenthal byl osídlen mezi 5. a 9. stoletím. Prvními obyvateli byli pravděpodobně lovci a pastevci, kteří stoupali po strmých stezkách do tohoto divokého vysoko položeného údolí nebo údolí osídlili shora, tedy z Nidwaldenu. Isenthal patřil k farnosti Altdorf a od roku 1591 k Seedorfu, odkud již získal pastorační péči. Ta byla roku 1621 zkrácena. Kaple svatého Theodula je doložena v roce 1409, současný stejnojmenný kostel byl postaven v letech 1819–20. Obec Iseltal vznikla jako samostatná již v roce 1407, v roce 1774 byl zřízen obecní soud a úředník. Spolu se Seelisbergem a Bauenem vytvořil Isenthal desátou genossame (obec) Uri a vyslal svého zástupce do okresní rady.
Lesy byly vždy největším zdrojem půdy v Isentalu a spolu s vysokohorským zemědělstvím a chovem dobytka tvořily jeden z hlavních zdrojů příjmů. Isenthal zažil hospodářský rozmach na přelomu 16. a 17. století, kdy Hans Jakob Madran začal v Kleintalu těžit železnou rudu. V 19. století bylo domorodým odvětvím česání a tkaní hedvábí. V Isletenu se usadily obchodní a od roku 1853 i průmyslové podniky. Skromný cestovní ruch se rozvíjel od konce 19. století. Silnice Isleten–Isenthal byla postavena v roce 1901. Spojení se zbytkem kantonu tehdy vedlo pomocí lodní dopravy z Isletenu. Teprve dokončení silnice Isleten–Seedorf, vedoucí těsně podél břehu jezera, v roce 1951, poprvé umožnilo příjezd vozidel do Isenthalu pozemní cestou. Toto napojení na silniční síť mělo velký vliv na hospodářský rozmach obce. Elektrárny Isenthal a Kleintal byly postaveny v letech 1954–1955, resp. 1957.
Sponzorskými obcemi Isenthalu jsou obec Hergiswil a město Zug.

## Obyvatelstvo

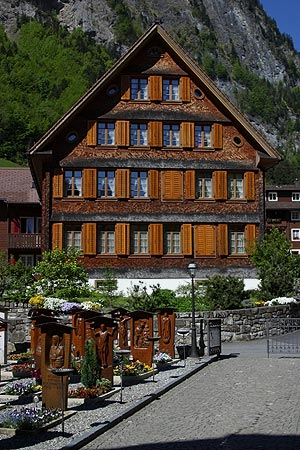
Tradiční architektura v obci

### Vývoj populace
Za sto let mezi lety 1743 a 1850 došlo k výraznému nárůstu počtu obyvatel (1743–1850: +185,2 %). V 50. letech 19. století došlo k první vlně emigrace (1850–1860: -12,9 %). To však bylo v následujících dvou desetiletích (1860–1880: +36,4 %) více než vykompenzováno. Až do roku 1900 byl počet obyvatel stabilní. Následovala další vlna vystěhovalectví v prvním desetiletí 20. století (1900–1910: -12,9 %). Po deseti letech beze změny došlo v letech 1920–1970 k novému mírnému růstu (+9,6 %). Třetí vlna vystěhovalectví v letech 1970–1990 vedla k tomu, že počet obyvatel v roce 1990 byl stejný jako v roce 1850. V 90. letech 20. století došlo k mírnému přistěhovalectví, ale od roku 2000 počet obyvatel opět stagnuje.
| Vývoj počtu obyvatel | Vývoj počtu obyvatel | Vývoj počtu obyvatel | Vývoj počtu obyvatel | Vývoj počtu obyvatel | Vývoj počtu obyvatel | Vývoj počtu obyvatel | Vývoj počtu obyvatel | Vývoj počtu obyvatel | Vývoj počtu obyvatel | Vývoj počtu obyvatel | Vývoj počtu obyvatel | Vývoj počtu obyvatel | Vývoj počtu obyvatel | Vývoj počtu obyvatel | Vývoj počtu obyvatel | Vývoj počtu obyvatel | Vývoj počtu obyvatel |
| -------------------- | -------------------- | -------------------- | -------------------- | -------------------- | -------------------- | -------------------- | -------------------- | -------------------- | -------------------- | -------------------- | -------------------- | -------------------- | -------------------- | -------------------- | -------------------- | -------------------- | -------------------- |
| Rok                  | 1743                 | 1799                 | 1850                 | 1860                 | 1880                 | 1900                 | 1910                 | 1920                 | 1950                 | 1970                 | 1980                 | 1990                 | 2000                 | 2005                 | 2010                 | 2015                 |                      |
| Počet obyvatel       | 176                  | 360                  | 502                  | 437                  | 596                  | 595                  | 518                  | 520                  | 550                  | 570                  | 535                  | 505                  | 539                  | 538                  | 524                  | 512                  |                      |

### Jazyky
Téměř všichni obyvatelé mluví německy jako každodenním hovorovým jazykem, avšak silně alemanským dialektem. Při posledním sčítání lidu v roce 2000 uvedlo 99,26 % obyvatel jako svůj hlavní jazyk němčinu, 0,37 % polštinu a 0,19 % francouzštinu.

### Národnostní složení
Všech 538 obyvatel na konci roku 2005 bylo švýcarskými státními příslušníky. Několik málo přistěhovalců pochází původem z Polska a Srí Lanky. Při sčítání lidu v roce 2000 mělo 538 lidí (99,81 %) švýcarské občanství, z toho jeden člověk měl dvojí občanství.